# Serin strié
Crithagra striolata
Espèce
Statut de conservation UICN

 LC  : Préoccupation mineure
Synonymes
- Serinus striolatus

Le Serin strié (Crithagra striolata) est une espèce d'oiseaux appartenant à la famille des Fringillidae.

## Distribution
Cet oiseau est endémique des montagnes d'Afrique orientale.

## Sous-espèces
D'après la classification de référence (version 5.1, 2015) du Congrès ornithologique international, cette espèce est constituée des sous-espèces suivantes :
- C. s. graueri  (Hartert, 1907) : sud-ouest de l’Ouganda, nord-est du Zaïre (monts Ruwenzori et Kabobo, Lendu Plateau), Rwanda, ouest du Burundi. Elle se caractérise par une coloration générale nettement plus brun roux et plus foncée avec le dessous plus strié.
- C. s. striolata (Rüppell, 1840) : Éthiopie centrale, centre et sud-est du Kenya, est de l’Ouganda (mont Elgon), nord-est de la Tanzanie, extrême-sud du Soudan (seulement les monts Imatong et Dongotona).

Les formes affinis et kivuensis ne sont généralement pas reconnues comme sous-espèces car il existe de nombreuses variations individuelles et des différences marquées existent au sein de chaque population.
- S. s. affinis  Richmond, 1897 : cette forme propre au mont Kilimandjaro dans le nord-est de la Tanzanie se distingue par la bordure jaune plus soutenue des rémiges.
- S. s. kivuensis  Hartert, 1907 : cette forme est supposée particulière au Kivu et au nord du Ruwenzori dans le nord-est du Zaïre.

## Habitat
Il fréquente une large gamme d’habitats comme les broussailles d’altitude, les buissons denses, les boisements secs, les lisières des forêts et des bois humides (Érythrée), les abords des forêts sempervirentes (Alghe, Éthiopie), les fourrés, les fougères arborescentes, les zones herbeuses et buissonneuses envahissant d’anciennes cultures, les broussailles dans les clairières des forêts denses de montagne, les bambous, les vallées marécageuses de l’étage des bruyères arborescentes, les prairies alpines, les forêts d’Hagenia pourvues d’un sous-bois herbacé dense et les formations de séneçons géants Senecio (monts Ruwenzori et Kivu). À Nyungwe au Rwanda, il affectionne davantage les formations secondaires au voisinage de la forêt, les clairières des boisements de Sericostachys, les formations de fougères et de bruyères, les buissons d’Hypericum, le maquis de Cliffortia-Erica le long des cours d’eau et les marécages à différentes altitudes (Dowsett-Lemaire 1990).

## Alimentation
L’ensemble des données révèle qu’il se nourrit de graines de la lobélie Lobelia giberroa,
de bourgeons, de nectar et de fleurs du kniphofia Kniphofia foliosa, de l’arbre flamboyant Delonix regia et de graines de plantes herbacées.
D’autres plantes exploitées par l’espèce ont été rapportées par Ottaviani (2011), photos à l’appui, comme un souci Tagetes patula, astéracée et un géranium Erodium cicutarium, géraniacée.

## Mœurs
Il s’agit d’un serin actif, prudent et plutôt silencieux, se tenant généralement seul ou en couples, exploitant la végétation boisée à mi-hauteur, parfois en association avec d’autres espèces (Fry & Keith 2004).

## Nidification
Van Someren (1956) avait rapporté que le serin strié niche de façon solitaire, produisant deux couvées dans l’année, l’une en mars et l’autre en août, et même parfois une troisième plus tard. Le nid est une coupe compacte et profonde faite de radicelles, ramilles, herbes fines, tiges sèches de lamiacées, lambeaux d’écorce et mousse avec un revêtement intérieur de duvet végétal, très fines radicelles, fibres d’autres plantes, poils et plumes. Il est placé à 1-1,50 m de hauteur, sur une fourche ou une branche d’un buisson bas, d’une plante grimpante ou d’un petit arbre, et bien dissimulé dans le feuillage. Quand la femelle couve, seuls le bec et la queue affleurent le sommet du nid.
La ponte se compose de trois à six œufs, généralement trois (Zaïre) ou trois à cinq (Kenya), blanchâtres ou bleu très pâle, lâchement ponctués, tachetés et vermiculés de brun et de bleu pourpre surtout au gros pôle formant parfois une couronne (Fry & Keith 2004).